# Festival de la Cançó d'Eurovisió Júnior 2015

Països participants.
Països participants en el passat però no en 2015.

El XIII Festival de la Cançó d'Eurovisió Júnior es va celebrar el 21 de novembre de 2015 a Bulgària. Aquesta va ser la primera vegada que el país balcànic acull un esdeveniment del festival d'Eurovisió. Vladislav Yakovlev és des de 2013 el supervisor executiu del festival.
Igual que la passada edició, no es va designar una ciutat seu, sinó que l'amfitrió serà Bulgària com a país íntegrament.
Per a aquesta edició, hi va hacer dos països debutants (Austràlia i Irlanda), dues tornades (Albània i Macedònia) i tres retirades (Croàcia, Xipre i Suècia). Albània va tornar al festival després d'una absència de dos anys. Macedònia, un dels 16 països fundadors de la versió júnior, hi va tornar després del seu parèntesi en 2014. D'altra banda, Croàcia, país que hi va tornar la passada edició després d'una absència de set anys (2007-2013) es va retirar a causa de la crisi econòmica que travessava el país, igual que Xipre; i, finalment, Suècia es va retirar després d'una reestructuració del seu canal infantil.
Segons les cases d'apostes, Ucraïna, Eslovènia, Austràlia, Sèrbia, San Marino i Malta eren els països favorits per guanyar l'edició.
Finalment, Malta amb Destiny Chukunyere i la seva cançó "Not My Soul", es va coronar campiona del Festival de la Cançó d'Eurovisió Júnior 2015 amb 185 punts, de manera que va superar la victòria d'Espanya en el 2004, que fins avui tenia la màxima puntuació amb 171 punts. Armènia, després d'una renyida votació, va obtenir la segona plaça amb Mika i la seva cançó de rock and roll "Love". La medalla de bronze va ser per a Eslovènia amb la balada R&B "Prva ljubezen", defensada per Lina Kuduzović, la qual va obtenir en el millor resultat del país en la seva història dins del certamen infantil i la seva versió adulta.

## Organització

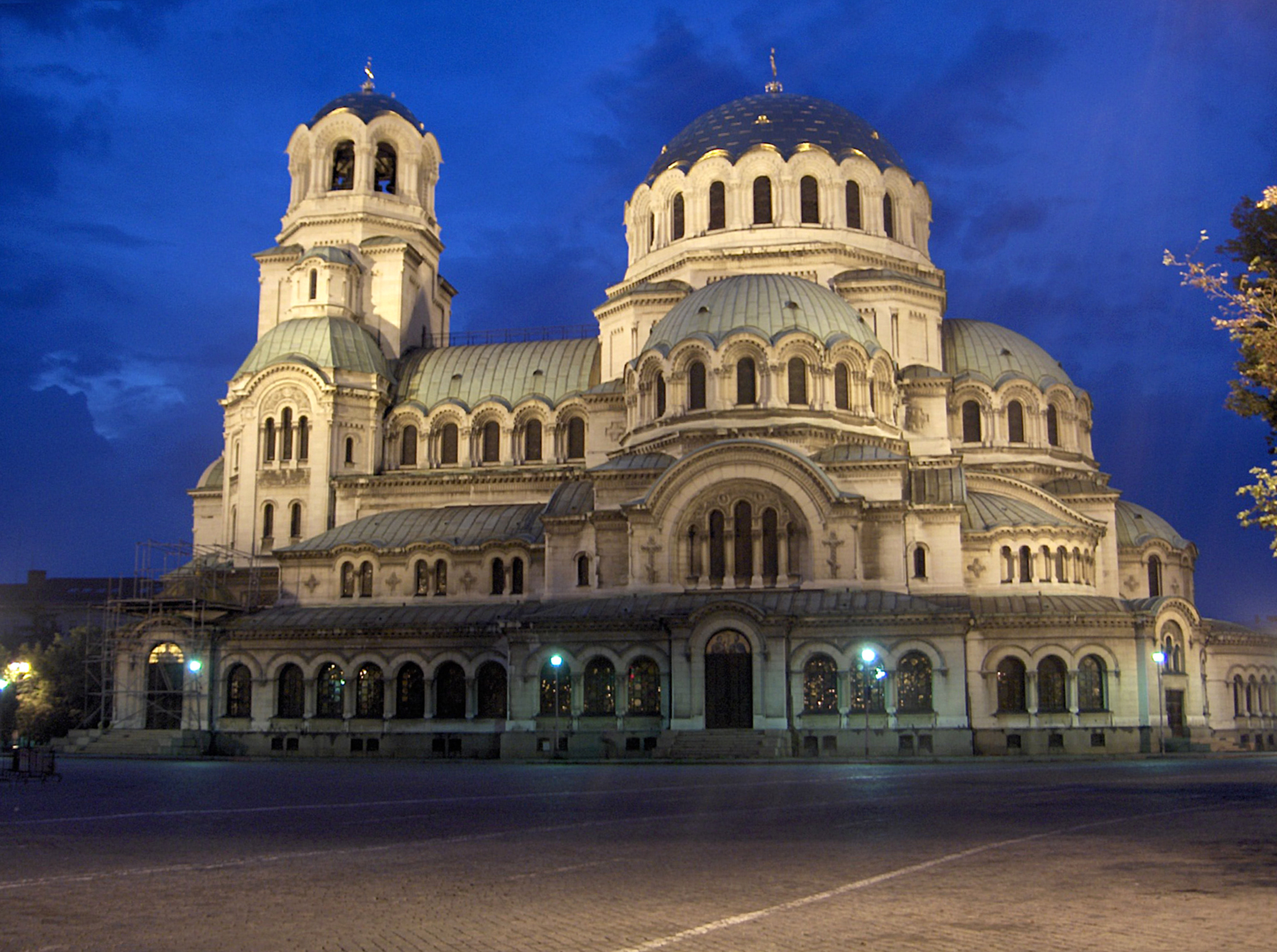
Vista de la Catedral d'Alexandre Nevski, símbol de la ciutat de Sofia, capital del país seu, Bulgària

Com és la tradició, el país guanyador de l'edició anterior té la primera opció d'acollir el festival del següent any, en aquest cas Itàlia. No obstant això, el 15 de gener de 2015, la UER va comunicar mitjançant el web oficial del festival que, malgrat diverses negociacions i la voluntat del país guanyador de l'edició 2014, aquest no podria organitzar l'esdeveniment a causa de qüestions econòmiques i l'organització d'altres esdeveniments de talla mundial, com l'Exposició Internacional de Milà o els MTV Europe Music Awards 2015, que coincidien a més amb les mateixes dates de la celebració d'Eurovisió Júnior, entre l'octubre i el novembre. Posteriorment, la UER i el Supervisor Executiu del Festival, Vladislav Yakovlev, van informar que s'estava negociant amb altres dos països, aquests serien Malta –que ja va acollir el festival del 2014 i va acabar en quarta posició– i Bulgària, que va ser subcampiona de l'edició anterior.
Finalment, el 26 de gener de 2015, la televisió BNT de Bulgària va anunciar, de forma no oficial, que el seu país acolliria el concurs. Aquesta seria la primera vegada que la nació acolliria un esdeveniment d'Eurovisió.
Dos mesos després, la UER es disposava a fer oficial la seu del festival amb un anunci al seu web. No obstant això, a causa de la catàstrofe aèria als Alps francesos del Vol 9525 de Germanwings, a través del seu compte de Twitter van explicar que ho anunciarien al cap d'uns dies en senyal de dol.

### Seu del festival
El 18 de febrer de 2015, Vladislav Yakovlev, supervisor executiu del festival, juntament amb un equip de la televisió pública búlgara BNT, van visitar diveros recintes de la capital del país, Sofia, els quals podrien albergar el festival d'aquell any.
| Ciutat | Recinte      | Capacitat | Notes |
| ------ | ------------ | --------- | --- |
| Sofia  | NDK          | 3.880     | Es va inaugurar per a la Universitat d'Estiu de 1981. Al juliol de 2005, el Palau Nacional de la Cultura va ser proclamat el millor centre de congressos del món per a l'Organització internacional de Centres de Congressos. |
| Sofia  | Arena Armeec | 12.395    | Es va inaugurar el 30 de juliol de 2011 i és el pavelló més gran de Bulgària. |

Finalment, el 30 de març de 2015, a través del web oficial del festival, es va donar a conèixer de forma oficial que el recinte escollit, situat a la capital del país, Sofia, seria l'Arena Armeec, amb capacitat per a 15.000 espectadors, però que es veuria reduïda a causa de l'escenari, la Green Room, les posicions de càmera i a les comoditats de producció.

## Països participants
Dels 16 països fundadors, en aquesta edició hi participaren quatre d'ells: Belarús, Macedònia, Malta i Països Baixos.
Espanya i Grècia estaven molt interessats a tornar a la competició, però finalment no es va materialitzar el retorn d'aquests dos països fundadors.
El 28 de setembre de 2014, a l'endemà de la final del Junior Songfestival 2014, els Països Baixos (AVROTROS) va confirmar la seva assistència per a la propera edició amb l'obertura del període d'inscripció de candidatures per a 2015.
A més, el 23 de març de 2015, la cadena irlandesa TG4 va confirmar el debut d'Irlanda al festival.
Cal destacar la tornada d'Albània després de participar únicament al festival de 2012. Mesos més tard, Macedònia confirmava el seu retorn.
Bèlgica, Letònia i Lituània van confirmar oficialment que no anirien a Bulgària. Altres països com Dinamarca i Suïssa van confirmar que no tenen plans de tornar-hi
A causa d'una reestructuració interna del canal infantil Barnkanalen de la SVT, i la negativa del canal privat TV4, Suècia no hi participaria en aquesta edició. Encara que no es descarta que hi retornessin aviat.
D'altra banda, Àustria, Islàndia i República Txeca han confirmat que no tenien plans per debutar en aquesta edició.
Després de la tornada d'Albània i Macedònia, s'esperava que països que hi van participar anteriorment tornessin per a aquesta edició, però al final no va a ser així.
A causa que l'organització estava mantenint negociacions amb diverses cadenes públiques europees perquè debutessin o tornessin al festival junior, la llista final de participants es donaria a conèixer a la fi de setembre, i no el 28 d'agost com es va anunciar en un primer moment. No obstant això, Austràlia va anunciar la seva participació el dia 7 d'octubre, de manera que van ser, en aquesta edició, 17 països.

### Cançons i selecció
Segons les regles del festival, cada participant al certamen hauria de cantar en un dels idiomes oficials del país al que representès i només un màxim del 25 % de la cançó podria ser cantada en un idioma diferent. A més, els participants haurien de tenir edats compreses entre els 10 i els 15 anys.
| País i TV                | Título original de la canción         | Artista                                | Procés i data de selecció                                                             |
| País i TV                | Traducció al català                   | Idiomes                                | Procés i data de selecció                                                             |
| ------------------------ | ------------------------------------- | -------------------------------------- | ------------------------------------------------------------------------------------- |
| Albània · RTSH           | "Dambaje"                             | Mishela Rapo                           | Festivali Mbarëkombëtar i Këngës për Fëmijë, 27-05-2015                               |
| Albània · RTSH           | -                                     | Albanès i diversos idiomes             | Festivali Mbarëkombëtar i Këngës për Fëmijë, 27-05-2015                               |
| Armènia · AMPTV          | "Love"                                | Michael Varosyan                       | Presentació cançó, 10-10-2015 (cantant triat internament, 14-07-2015)                 |
| Armènia · AMPTV          | Amor                                  | Armeni i anglès                        | Presentació cançó, 10-10-2015 (cantant triat internament, 14-07-2015)                 |
| Austràlia · SBS          | "My Girls"                            | Bella Paige                            | Elecció interna, 08-10-2015                                                           |
| Austràlia · SBS          | Les meves noies                       | Anglès                                 | Elecció interna, 08-10-2015                                                           |
| Belarús · BRTC           | "Volshebstvo (Magic)"                 | Ruslan Aslanov                         | Final Nacional, 21-08-2015                                                            |
| Belarús · BRTC           | Bruixeria (Màgia)                     | Rus i anglès                           | Final Nacional, 21-08-2015                                                            |
| Bulgària · BNT           | "Colour of hope"                      | Gabriela Yordanova & Ivan Stoyanov     | Presentació cançó, 18-10-2015 (cantants triats en Final Nacional, 08-09-2015)         |
| Bulgària · BNT           | Color d'esperança                     | Búlgar                                 | Presentació cançó, 18-10-2015 (cantants triats en Final Nacional, 08-09-2015)         |
| Eslovènia · RTVSLO       | "Prva ljubezen"                       | Lina Kuduzović                         | Mini EMA, 04-10-2015                                                                  |
| Eslovènia · RTVSLO       | Primer amor                           | Eslovè, italià i anglès                | Mini EMA, 04-10-2015                                                                  |
| Geòrgia · GPB            | "Gabede"                              | The Virus                              | Presentació cançó, 09-10-2015 (cantants triats internament, 04-08-2015)               |
| Geòrgia · GPB            | Atreveix-te                           | Georgià                                | Presentació cançó, 09-10-2015 (cantants triats internament, 04-08-2015)               |
| Irlanda · TG4            | "Réalta Na Mara"                      | Aimee Banks                            | Junior Eurovision Éire, 08-11-2015                                                    |
| Irlanda · TG4            | Estrella de mar                       | Irlandès i llatí                       | Junior Eurovision Éire, 08-11-2015                                                    |
| Itàlia · RAI             | "Viva"                                | Chiara & Martina                       | Presentació cançó, 12-10-2015 (cantants triades en Ti lascio una canzone, 19-09-2015) |
| Itàlia · RAI             | Visca                                 | Italià                                 | Presentació cançó, 12-10-2015 (cantants triades en Ti lascio una canzone, 19-09-2015) |
| Macedònia · MRT          | "Pletenka - Braid of Love"            | Ivana Petkovska i Magdalena Aleksovska | Presentació cançó, 09-10-2015 (cantants triats internament, 17-09-2015)               |
| Macedònia · MRT          | Trena                                 | Macedònic                              | Presentació cançó, 09-10-2015 (cantants triats internament, 17-09-2015)               |
| Malta · PBS              | "Not My Soul"                         | Destiny Chukunyere                     | Presentació cançó, 26-10-2015 (cantant triada en Final Nacional, 11-07-2015)          |
| Malta · PBS              | La meva ànima no                      | Anglès                                 | Presentació cançó, 26-10-2015 (cantant triada en Final Nacional, 11-07-2015)          |
| Montenegro · RTCG        | "Oluja"                               | Jana Mirkovic                          | Presentació cançó, 23-10-2015 (cantant triada internament, 01-07-2015)                |
| Montenegro · RTCG        | Tempesta                              | Montenegrí                             | Presentació cançó, 23-10-2015 (cantant triada internament, 01-07-2015)                |
| Països Baixos · AVROTROS | "Million Lights"                      | Shalisa                                | Junior Songfestival 2015, 03-10-2015                                                  |
| Països Baixos · AVROTROS | Milió de llums                        | Neerlandès i anglès                    | Junior Songfestival 2015, 03-10-2015                                                  |
| Rússia · RTR             | "Mechta"                              | Mikhail Smirnov                        | Final nacional, 25-09-2015                                                            |
| Rússia · RTR             | Somni                                 | Rus i anglès                           | Final nacional, 25-09-2015                                                            |
| San Marino · SMRTV       | "Mirror"                              | Kamilla Ismailova                      | Elecció interna, 29-10-2015                                                           |
| San Marino · SMRTV       | Mirall                                | Italià i anglès                        | Elecció interna, 29-10-2015                                                           |
| Sèrbia · RTS             | "Lenina Pesma"                        | Lena Stamenković                       | Presentació cançó, 11-10-2015 (cantant triada internament, 21-09-2015)                |
| Sèrbia · RTS             | La cançó de Lena                      | Serbi                                  | Presentació cançó, 11-10-2015 (cantant triada internament, 21-09-2015)                |
| Ucraïna · NTU            | "Pochny z sebe - Start with yourself" | Anna Trincher                          | Final nacional, 22-08-2015                                                            |
| Ucraïna · NTU            | Comença per tu                        | Ucraïnès i anglès                      | Final nacional, 22-08-2015                                                            |

1. ↑  Albània: La cançó d'Albània conté fragments en 7 idiomes diferents: Albanès, anglès, turc, italià, alemany, francès i eslovè.
2. ↑  Itàlia: A pesar que la final de Ti lascio una canzone fou el 12 de setembre de 2015, aquesta s'hagué de repetir una setmana després a causa d'irregularitats en el televot.[33]

#### Artistes que hi tornen
- Michael Varosyan: Va participar com a portaveu dels vots d'Armènia al Festival d'Eurovisió Júnior 2012. Al principi estava previst que representès Armènia en l'edició de 2012 com a integrant del grup Compass Band, però va ser expulsat perquè aleshores no tenia l'edat adequada per participar en el festival.

Al principi anava a representar a Armènia en l'edició de 2012 com a integrant del grup Compass Band, no obstant això va ser expulsat a causa que aleshores no tenia l'edat adequada per participar en el festival.

### Països Retirats
- Xipre: Decideix retirar-se per raons econòmiques.
- Croàcia: Decideix retirar-se a causa del seu mal resultat en l'edició anterior i també per la crisi econòmica.
- Suècia: Decideix retirar-se a causa d'una reestructuració interna del canal infantil.

## Festival

### Ordre d'actuació
El sorteig va tenir lloc durant la cerimònia d'obertura celebrat el 17 de novembre de 2015 al Palau Nacional de la Cultura de Bulgària. L'ordre d'actuació final és el següent:

### Votacions
| N° | País               | Artista(s)                            | Cançó                      | Lloc | Punts |
| -- | ------------------ | ------------------------------------- | -------------------------- | ---- | ----- |
| 01 | Sèrbia             | Lena Stamenkovic                      | "Lenina Pesma"             | 7    | 79    |
| 02 | Geòrgia            | The Virus                             | "Gabede"                   | 10   | 51    |
| 03 | Eslovènia          | Lina Kuduzovic                        | "Prva Ljubezen"            | 3    | 112   |
| 04 | Itàlia             | Chiara & Martina                      | "Viva"                     | 16   | 34    |
| 05 | Països Baixos      | Shalisa                               | "Million Lights"           | 15   | 35    |
| 06 | Austràlia          | Bella Paige                           | "My Girls"                 | 8    | 64    |
| 07 | Irlanda            | Aimee Banks                           | "Realta Na Mara"           | 12   | 36    |
| 08 | Rússia             | Mikhail Smirnov                       | "Dream"                    | 6    | 80    |
| 09 | Macedònia          | Ivana Petkovska & Magdalena Alekovska | "Pletenka - Braid of love" | 17   | 26    |
| 10 | Belarús            | Ruslan Aslanov                        | "Volshebstvo"              | 4    | 105   |
| 11 | Armènia            | Michael Varosyan                      | "Love"                     | 2    | 176   |
| 12 | Ucraïna            | Anna Trincher                         | "Pochny Z Sebe"            | 11   | 38    |
| 13 | Bulgària           | Gabriela Yordanova & Ivan Stoyanov    | "Colour of hope"           | 9    | 62    |
| 14 | San Marino         | Kamilla Ismailova                     | "Mirror"                   | 14   | 36    |
| 15 | República de Malta | Destiny Chukunyere                    | "Not My Soul"              | 1    | 185   |
| 16 | Albània            | Mishela Rapo                          | "Dambaje"                  | 5    | 93    |
| 17 | Montenegro         | Jana Mirkovic                         | "Oluja"                    | 13   | 36    |

#### Portaveus
| - Albània - Majda Bejzade - Armènia - Betty (Representant d'Armènia en l'edició anterior) - Austràlia - Ellie Blackwell - Belarús - Valeria Drobyshevskaya - Bulgària - Vladimir Petkov - Eslovènia - Nikola Petek - Geòrgia - Lizi Pop (representant de Geòrgia en l'edició anterior) - Irlanda - Anna Banks (Germana de Aimee Banks) - Itàlia - Vincenzo Cantiello (representant i guanyador en l'edició anterior) |  | - Macedònia - Alexandria Chaliovski - República de Malta - Federica Falzon (representant de Malta en l'edició anterior) - Montenegro - Lejla Vulić (representant de Montenegro en l'edició anterior juntament amb Maša Vujadinović) - Països Baixos - Julia van Bergen (representant dels Països Baixos en l'edició anterior) - Rússia - Sofia Dolganova - San Marino - Arianna Ulivi (representant de San Marino en l'edició anterior com a integrant de The Peppermints) - Sèrbia - Dunja Jeličić - Ucraïna - Sofiya Kutsenko (representant d'Ucraïna en l'edició anterior com a integrant de Sympho-Nick) |  |

|              |                                                                 | Votants |         |           |        |               |           |         |        |                    |         |         |         |          |            |                    |         |            |    |    |
| Total        | Jurat infantil                                                  | Sèrbia  | Geòrgia | Eslovènia | Itàlia | Països Baixos | Austràlia | Irlanda | Rússia | Macedònia del Nord | Belarús | Armènia | Ucraïna | Bulgària | San Marino | República de Malta | Albània | Montenegro |    |    |
| Participants | Sèrbia                                                          | 79      | 4       |           |        | 6             |           | 4       | 2      | 3                  | 5       | 12      | 4       | 4        |            | 5                  | 5       |            |    | 12 |
| Participants | Geòrgia                                                         | 51      |         | 3         |        |               |           |         |        | 4                  | 1       |         | 5       | 8        | 5          |                    |         | 1          | 8  | 4  |
| Participants | Eslovènia                                                       | 112     | 6       | 6         | 5      |               | 7         | 8       | 6      | 6                  | 8       | 1       | 8       | 10       | 10         | 8                  | 6       | 3          |    | 2  |
| Participants | Itàlia                                                          | 34      |         | 2         |        |               |           |         |        |                    |         |         |         | 3        |            |                    |         | 12         | 4  | 1  |
| Participants | Països Baixos                                                   | 35      | 1       |           | 6      | 5             | 1         |         | 4      |                    |         |         |         |          |            | 4                  | 2       |            |    |    |
| Participants | Austràlia                                                       | 64      | 7       |           | 7      |               | 3         | 3       |        | 2                  | 3       | 2       | 1       | 1        | 2          |                    | 3       | 10         | 5  | 3  |
| Participants | Irlanda                                                         | 36      |         |           | 2      | 4             |           | 2       | 5      |                    | 2       |         |         |          |            | 2                  | 1       | 6          |    |    |
| Participants | Rússia                                                          | 80      | 5       | 7         |        | 6             | 4         | 6       | 1      |                    |         | 3       | 7       | 7        | 4          | 7                  | 8       |            | 3  |    |
| Participants | Macedònia del Nord                                              | 26      |         | 1         |        |               |           |         |        |                    |         |         |         |          |            | 1                  |         |            | 7  | 5  |
| Participants | Belarús                                                         | 105     | 8       | 5         | 8      | 3             | 2         | 7       | 7      | 7                  | 10      | 4       |         | 5        | 7          | 3                  | 7       | 4          | 6  |    |
| Participants | Armènia                                                         | 176     | 10      | 10        | 12     | 10            | 6         | 12      | 10     | 8                  | 12      | 10      | 12      |          | 8          | 10                 | 10      | 7          | 10 | 7  |
| Participants | Ucraïna                                                         | 38      | 2       |           | 3      |               | 5         |         | 3      | 1                  | 4       |         | 6       |          |            |                    |         |            | 2  |    |
| Participants | Bulgària                                                        | 62      |         |           | 1      | 1             | 8         | 5       |        | 12                 |         | 6       |         |          | 3          |                    |         | 8          |    | 6  |
| Participants | San Marino                                                      | 36      |         |           |        |               |           |         |        |                    | 7       |         | 3       | 2        | 12         |                    |         |            |    |    |
| Participants | República de Malta                                              | 185     | 12      | 12        | 10     | 12            | 10        | 10      | 12     | 10                 | 6       | 5       | 10      | 12       | 6          | 12                 | 12      |            | 12 | 10 |
| Participants | Albània                                                         | 93      | 3       | 4         | 4      | 8             | 12        | 1       | 8      | 5                  |         | 7       | 2       | 6        | 1          | 6                  | 4       | 2          |    | 8  |
| Participants | Montenegro                                                      | 36      |         | 8         |        | 2             |           |         |        |                    |         | 8       |         |          |            |                    |         | 5          | 1  |    |
| Participants | Tots els participants reben 12 punts a l'inici de les votacions |         |         |           |        |               |           |         |        |                    |         |         |         |          |            |                    |         |            |    |    |

#### Màximes puntuacions
| Núm. | A                  | De                                                                                   |
| ---- | ------------------ | ------------------------------------------------------------------------------------ |
| 8    | República de Malta | Jurat infantil, Albània, Armènia, Austràlia, Bulgària, Eslovènia, San Marino, Sèrbia |
| 4    | Armènia            | Belarús, Geòrgia, Països Baixos, Rússia                                              |
| 2    | Sèrbia             | Macedònia, Montenegro                                                                |
| 1    | Albània            | Itàlia                                                                               |
| 1    | Bulgària           | Irlanda                                                                              |
| 1    | Itàlia             | Malta                                                                                |
| 1    | San Marino         | Ucraïna                                                                              |

### Desplegament de votacions
Un mes després de la celebració de la final del Festival de la Cançó d'Eurovisió Júnior 2015, la Unió Europea de Radiodifusió (UER) va publicar el desplegament de resultats del televot i el jurat per separats.
| Pos. | Jurat         | Punts |
| ---- | ------------- | ----- |
| 1    | Malta         | 157   |
| 2    | Armènia       | 149   |
| 3    | Belarús       | 101   |
| 4    | Eslovènia     | 77    |
| 5    | Sèrbia        | 73    |
| 6    | Albània       | 69    |
| 7    | Austràlia     | 67    |
| 8    | Rússia        | 57    |
| 9    | Països Baixos | 53    |
| 10   | Itàlia        | 43    |
| 11   | Geòrgia       | 40    |
| 12   | Montenegro    | 21    |
| 13   | Ucraïna       | 19    |
| 13   | Irlanda       | 19    |
| 15   | San Marino    | 15    |
| 16   | Bulgària      | 14    |
| 17   | Macedònia     | 12    |

| Pos. | Televot       | Punts |
| ---- | ------------- | ----- |
| 1    | Malta         | 119   |
| 2    | Armènia       | 114   |
| 3    | Eslovènia     | 86    |
| 4    | Bulgària      | 77    |
| 5    | Albània       | 72    |
| 6    | Rússia        | 56    |
| 7    | San Marino    | 51    |
| 8    | Belarús       | 47    |
| 9    | Sèrbia        | 46    |
| 10   | Geòrgia       | 41    |
| 11   | Irlanda       | 37    |
| 12   | Ucraïna       | 32    |
| 13   | Austràlia     | 29    |
| 14   | Montenegro    | 23    |
| 15   | Macedònia     | 22    |
| 16   | Itàlia        | 13    |
| 17   | Països Baixos | 3     |

#### Taula de votacions (Jurat)
|              |                    | Votants |           |        |               |           |         |        |                    |         |         |         |          |            |                    |         |            |    |    |
| Total        | Sèrbia             | Geòrgia | Eslovènia | Itàlia | Països Baixos | Austràlia | Irlanda | Rússia | Macedònia del Nord | Belarús | Armènia | Ucraïna | Bulgària | San Marino | República de Malta | Albània | Montenegro |    |    |
| Participants | Sèrbia             | 73      |           | 3      | 3             |           | 4       | 2      | 3                  | 8       | 12      | 6       | 5        | 3          | 7                  | 5       |            |    | 12 |
| Participants | Geòrgia            | 40      | 7         |        |               |           |         |        |                    | 1       |         | 8       | 12       |            | 2                  |         | 6          | 3  | 1  |
| Participants | Eslovènia          | 77      | 1         |        |               | 4         | 6       | 6      | 5                  | 5       | 1       | 7       | 10       | 10         | 10                 | 6       |            | 2  | 4  |
| Participants | Itàlia             | 43      | 6         | 4      | 2             |           | 2       |        | 1                  |         | 3       |         | 6        |            |                    |         | 12         | 7  |    |
| Participants | Països Baixos      | 53      | 2         | 8      | 8             | 6         |         | 4      |                    | 4       |         | 3       | 2        | 1          | 5                  | 2       | 4          | 4  |    |
| Participants | Austràlia          | 67      | 5         | 6      | 4             | 7         | 5       |        | 4                  | 7       |         | 4       |          | 5          |                    | 3       | 7          | 5  | 5  |
| Participants | Irlanda            | 19      |           | 5      |               |           |         | 5      |                    |         | 5       |         |          |            |                    | 1       | 3          |    |    |
| Participants | Rússia             | 57      | 3         |        | 6             | 5         | 7       | 1      |                    |         | 7       | 1       | 3        | 2          | 4                  | 8       |            | 8  | 2  |
| Participants | Macedònia del Nord | 12      |           |        |               | 1         |         |        | 2                  |         |         |         |          |            | 3                  |         |            |    | 6  |
| Participants | Belarús            | 101     | 8         | 7      | 5             | 2         | 12      | 7      | 7                  | 10      | 8       |         | 4        | 6          |                    | 7       | 5          | 10 | 3  |
| Participants | Armènia            | 149     | 12        | 12     | 10            | 8         | 10      | 10     | 12                 | 12      | 6       | 10      |          | 8          | 8                  | 10      | 8          | 6  | 7  |
| Participants | Ucraïna            | 19      |           | 2      |               | 3         | 3       | 3      |                    | 3       |         | 5       |          |            |                    |         |            |    |    |
| Participants | Bulgària           | 14      |           |        | 1             |           |         |        | 6                  |         |         |         | 1        | 4          |                    |         | 1          | 1  |    |
| Participants | San Marino         | 15      |           |        |               |           |         |        |                    | 2       |         |         |          | 12         | 1                  |         |            |    |    |
| Participants | República de Malta | 157     | 10        | 10     | 12            | 12        | 8       | 12     | 10                 | 6       | 4       | 12      | 8        | 7          | 12                 | 12      |            | 12 | 10 |
| Participants | Albània            | 69      | 4         | 1      | 7             | 10        |         | 8      | 8                  |         | 2       | 2       | 7        |            | 6                  | 4       | 2          |    | 8  |
| Participants | Montenegro         | 21      |           |        |               |           | 1       |        |                    |         | 10      |         |          |            |                    |         | 10         |    |    |

Màximes puntuacions (Jurat)
| Núm. | A                  | De                                                                   |
| ---- | ------------------ | -------------------------------------------------------------------- |
| 7    | República de Malta | Albània, Austràlia, Belarús, Bulgària, Eslovènia, Itàlia, San Marino |
| 4    | Armènia            | Geòrgia, Irlanda, Sèrbia, Rússia                                     |
| 2    | Sèrbia             | Macedònia, Montenegro                                                |
| 1    | Belarús            | Països Baixos                                                        |
| 1    | Geòrgia            | Armènia                                                              |
| 1    | Itàlia             | Malta                                                                |
| 1    | San Marino         | Ucraïna                                                              |

#### Taula de votacions (Televot)
|              |                    | Votants |           |        |               |         |        |                    |         |         |         |          |                    |         |            |    |    |
| Total        | Sèrbia             | Geòrgia | Eslovènia | Itàlia | Països Baixos | Irlanda | Rússia | Macedònia del Nord | Belarús | Armènia | Ucraïna | Bulgària | República de Malta | Albània | Montenegro |    |    |
| Participants | Sèrbia             | 46      |           | 1      | 10            |         | 4      | 4                  | 1       | 10      |         | 1        |                    | 2       | 1          |    | 12 |
| Participants | Geòrgia            | 41      |           |        |               |         |        | 10                 | 3       |         |         | 5        | 10                 |         |            | 8  | 5  |
| Participants | Eslovènia          | 86      | 7         | 7      |               | 7       | 7      | 7                  | 8       | 5       | 8       | 8        | 6                  | 7       | 6          | 3  |    |
| Participants | Itàlia             | 13      |           |        |               |         |        |                    |         |         |         |          |                    |         | 8          | 2  | 3  |
| Participants | Països Baixos      | 3       |           |        |               |         |        |                    |         |         |         |          |                    | 3       |            |    |    |
| Participants | Austràlia          | 29      |           | 2      |               |         | 2      |                    |         | 6       | 1       | 3        |                    |         | 10         | 4  | 1  |
| Participants | Irlanda            | 37      | 2         |        | 6             | 1       | 6      |                    | 5       |         | 4       |          | 2                  | 4       | 7          |    |    |
| Participants | Rússia             | 56      | 8         |        | 5             | 2       | 3      |                    |         |         | 12      | 10       | 4                  | 12      |            |    |    |
| Participants | Macedònia del Nord | 22      | 5         |        | 2             |         |        |                    |         |         |         |          |                    | 1       |            | 10 | 4  |
| Participants | Belarús            | 47      |           | 8      |               | 4       |        | 6                  | 7       |         |         | 7        | 8                  | 5       | 2          |    |    |
| Participants | Armènia            | 114     | 6         | 12     | 7             | 3       | 12     | 5                  | 12      | 12      | 10      |          | 7                  | 10      | 5          | 7  | 6  |
| Participants | Ucraïna            | 32      |           | 5      |               | 6       |        | 2                  | 4       | 1       | 6       | 2        |                    |         |            | 6  |    |
| Participants | Bulgària           | 77      | 4         | 4      | 3             | 12      | 8      | 12                 |         | 8       | 2       |          | 1                  |         | 12         | 1  | 10 |
| Participants | San Marino         | 51      | 1         | 3      | 1             | 5       | 1      | 1                  | 10      | 3       | 5       | 4        | 12                 |         | 3          |    | 2  |
| Participants | República de Malta | 119     | 10        | 10     | 12            | 8       | 10     | 8                  | 6       | 4       | 7       | 12       | 5                  | 8       |            | 12 | 7  |
| Participants | Albània            | 72      | 3         | 6      | 8             | 10      | 5      | 3                  | 2       | 7       | 3       | 6        | 3                  | 6       | 4          |    | 8  |
| Participants | Montenegro         | 23      | 12        |        | 4             |         |        |                    |         | 2       |         |          |                    |         |            | 5  |    |

Màximes puntuacions (Televot)
| Núm. | A                  | De                                        |
| ---- | ------------------ | ----------------------------------------- |
| 4    | Armènia            | Geòrgia, Macedònia, Països Baixos, Rússia |
| 3    | República de Malta | Albània, Armènia, Eslovènia               |
| 3    | Bulgària           | Itàlia, Irlanda, Malta                    |
| 2    | Rússia             | Belarús, Bulgària                         |
| 1    | Sèrbia             | Montenegro                                |
| 1    | San Marino         | Ucraïna                                   |
| 1    | Montenegro         | Sèrbia                                    |